# اشتایناخ، اتریش
اشتایناخ (به آلمانی: Stainach) یک منطقهٔ مسکونی در اتریش است که در ناحیه لیتسن واقع شده‌است. اشتایناخ ۱۰٫۲۶ کیلومتر مربع مساحت دارد ۶۵۵ متر بالاتر از سطح دریا واقع شده‌است.